# Ministère de l'Économie créative/Agence pour l'Économie créative
Ministère de l'économie créative/ L’Agence pour l'économie créative (Kemenekraf/Bekraf) (indonésien : Badan Ekonomi Kreatif) est un ministère qui organise la sous-division gouvernementale de l'économie créative indonésienne, chargée de définir et mener la politique gouvernementale dans le secteur des industries créatives. Elle est placée sous l'autorité du président de la république d'Indonésie.
L'agence a été créé par le décret présidentiel n°6 de 2015. Il s'agit du premier organisme créé par le président Joko Widodo après son élection.
La direction de l'agence est assurée par Teuku Riefky Harsya depuis sa création en 2024.

## Historique
Le BEKRAF est créé en 2015 sous l'impulsion du président Joko Widodo afin de diversifier les exportations de l'Indonésie et de placer les industries culturelles comme secteur de développement stratégique,. L'année 2015 est difficile pour l'institution : l'équipe complète n'est recrutée que fin juillet, le budget ne suffit pas à développer des activités importantes et elle ne possède pas de bureaux.
En 2016, l'agence aide 2 600 entrepreneurs en facilitant l'accès à des prêts, notamment dans le secteur de la gastronomie, de la mode et du numérique.
En 2017, l'agence signe un accord de coopération avec le Centre national du cinéma français.

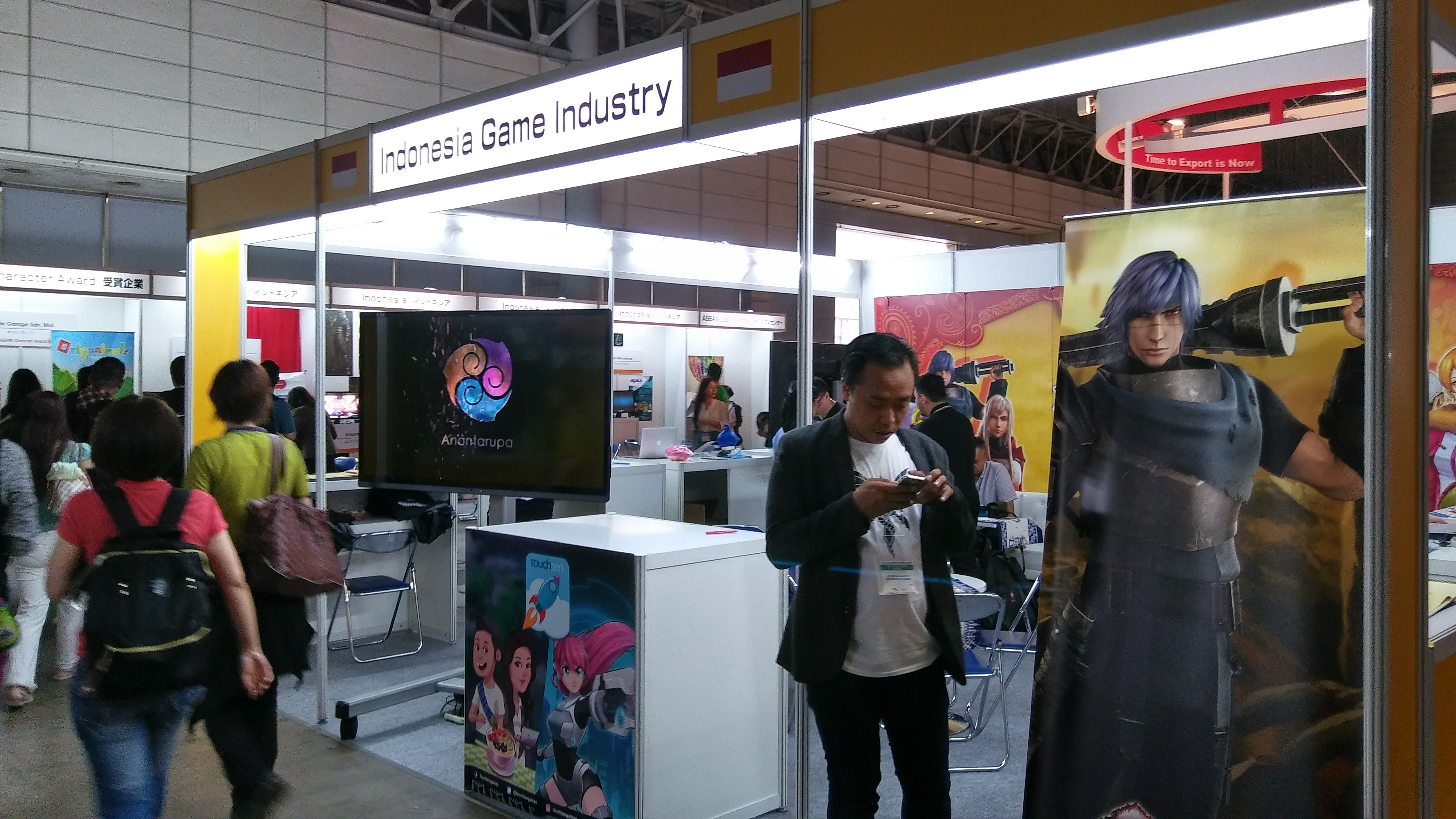
Stand de l'Indonésie à la Tokyo Game Show 2016.

Elle est responsable de la présence de l'Indonésie sur les grands évènements internationaux, comme lors du festival de Cannes, à la Biennale de Venise ou au festival South by Southwest.
Du 6 au 8 novembre 2018, l'agence organise à Nusa Dua, sur l'île de Bali, une "Conférence mondiale sur l'économie créative" (anglais : World Conference on Creative Economy), rassemblant 1 500 participants issus de 30 pays,,. Durant cet évènement, elle signe un accord de coopération avec l'Indonesia Stock Exchange pour renforcer le développement de start-ups et la mise en place d’incubateurs "Bek-Up" ,.
Au cours du mandat gouvernemental suivant (2019), Joko Widodo a changé le nom de cette institution en Agence du tourisme et de l'économie créative.
Dans le gouvernement rouge et blanc (2024), le président Prabowo Subianto a séparé le tourisme et l'économie créative en deux ministères distincts, de sorte que l'agence de l'économie créative relève du ministère de l'Économie créative.

sceau alternatif du ministère/agence

## Missions

### Secteurs concernés
L’agence pour l’économie créative a pour objectif d'appuyer la présidente et le gouvernement à établir et coordonner la politique de soutien aux industries créatives dans les domaines suivants : 
- Développement d'applications et de jeux vidéo
- Architecture
- Architecture d'intérieur
- Communication visuelle
- Mode
- Cinéma, cinéma d'animation et vidéo
- Photographie
- Artisanat
- Gastronomie
- Musique
- Édition
- Publicité
- Spectacle vivant
- Télévision et radio

Trois secteurs ont été définis comme prioritaires en 2016 : le cinéma, le développement d'applications mobiles et la musique. L'agence a ainsi pu demander au gouvernement de les rendre éligibles en tant qu'entrées de capitaux étrangers, via des investissements directs à l'étranger.

### Objectifs
Lors de sa création, les objectifs de l'agence ont été définis autour de trois axes prioritaires :
- Développer le marché et favoriser la commercialisation des industries créatives indonésiennes, au sein de l'archipel et à l'international ;
- Faciliter l'accès aux capitaux et développer le financement des industries artistiques nationales ;
- Renforcer la protection de la propriété intellectuelle.

Le premier plan d'action, sur la période 2015-2019 prévoyait d'attendre en 2019 une croissance de 12% de la part des industries culturelles dans le PIB national, une part de 10% dans les exportations du pays et un total de 13 millions d'employés dans le secteur.

### Programmes
Afin de soutenir ces différents secteurs, l'agence est responsable de 45 programmes,. Parmi ceux-ci, on trouve le forum Akatara, pour le financement du cinéma, Docs by the Sea pour le cinéma documentaire, ORBIT pour le design ou encore le Bekraf Game Prime pour le jeu vidéo.

## Organisation

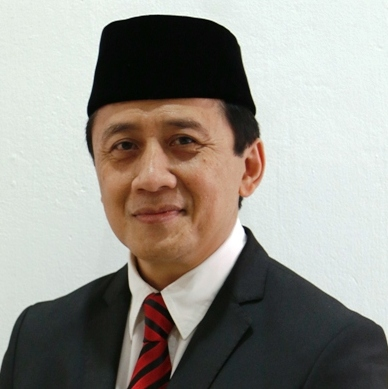
Triawan Munaf, premier directeur de l'agence (2015–2019).

L'agence est organisée en plusieurs sous-directions, chargées de domaines spécifiques.
L’organisation de l’agence est divisée ainsi :
- Direction
- Direction adjointe
- Secrétariat général
- Directeur adjoint chargé de la recherche, de  l'éducation et du développement
- Directeur adjoint chargé du financement
- Directeur adjoint chargé des infrastructures
- Directeur adjoint à la communication
- Vice-président chargé de la régulation et du soutien à la protection de la propriété intellectuelle
- Directeur adjoint aux relations entre institutions et régions.

## Budget
En 2016, le budget de l'agence est de 906,39 milliards de roupies indonésiennes, (environ 66 millions d'euros). Il est décomposé comme suit :   
| Poste de dépense                                           | Budget alloué  |
| ---------------------------------------------------------- | -------------- |
| Recherche, formation et enseignement                       | 16 400 000 USD |
| Financement et accès aux capitaux                          | 12 600 000 USD |
| Infrastructures                                            | 8 500 000 USD  |
| Régulation et développement de la propriété intellectuelle | 12 700 000 USD |
| Relations institutionnelles et régionales                  | 7 600 000 USD  |
| Budget de fonctionnement                                   | 8 800 000 USD  |
| Budget total                                               | 85 000 000 USD |

En 2017, l'agence doit faire face à des restrictions budgétaires et voit son budget réduit de 22 %, passant à 702,4 milliards de roupies.

## Galeries

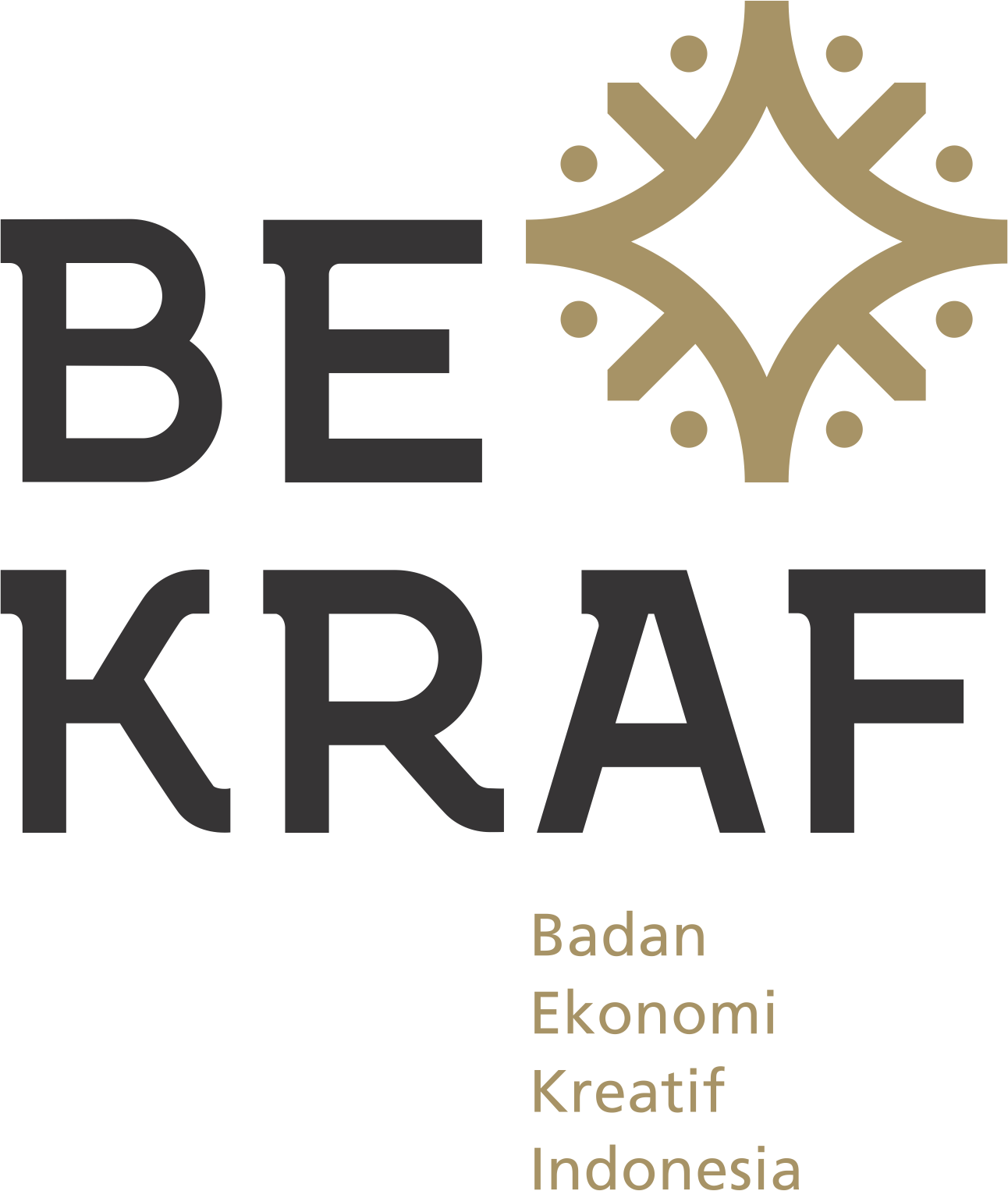
Sceau de l'Agence de l'économie créative(2015–2019)
Sceau du Ministère du Tourisme et de l'Economie Créative (2020–2024)
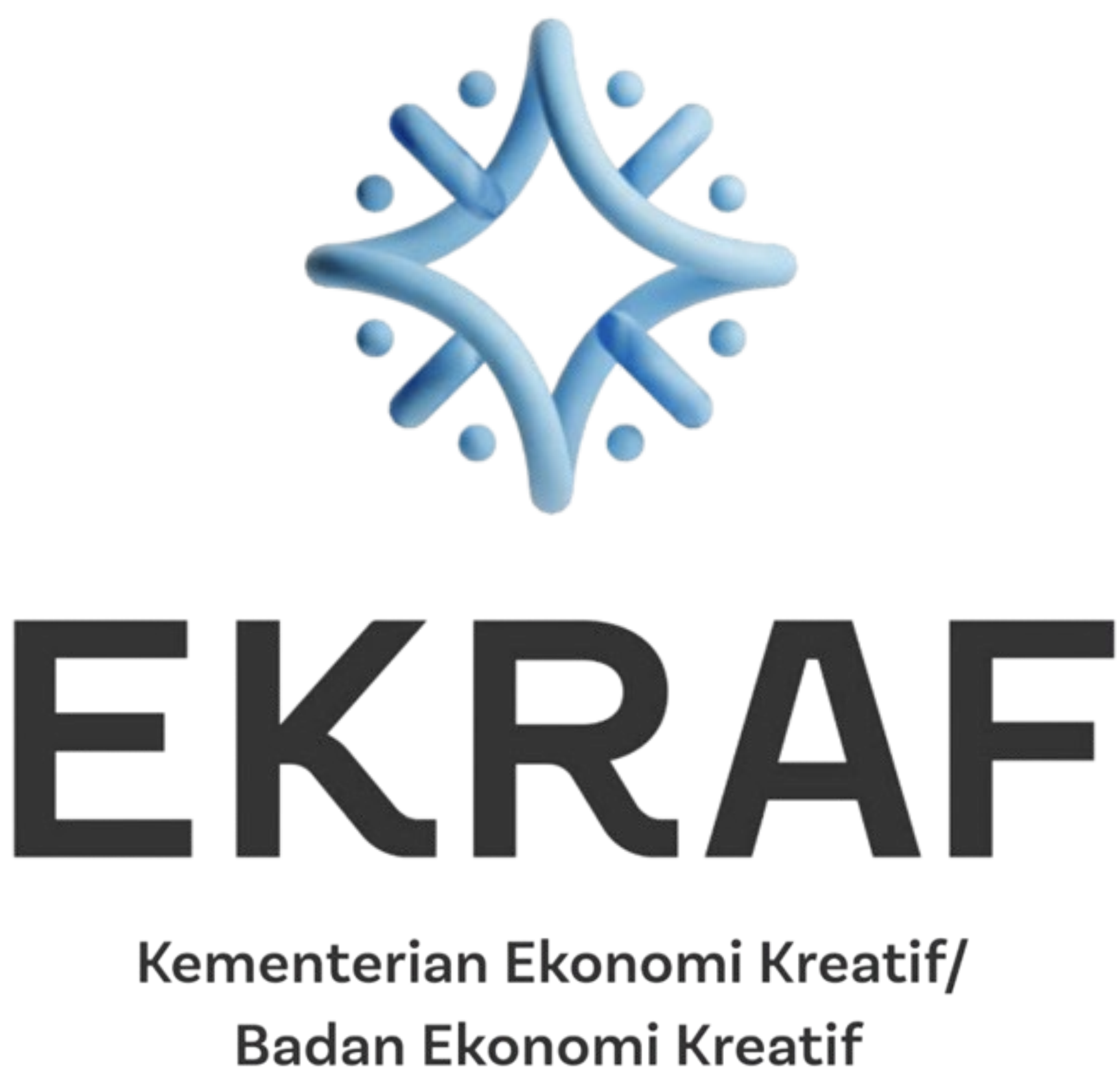
Sceau de SMinistère de l'économie créative/Agence pour l'économie créative (2024 à aujourd’hui)